# معادلة تشيبيشيف
معادلة تشيبيشيف (بالإنجليزية: Chebyshev equation)‏ هي المعادلة التفاضلية العادية التالية الخطية ومن الدرجة الثانية:
{\displaystyle (1-x^{2}){d^{2}y \over dx^{2}}-x{dy \over dx}+p^{2}y=0}